# Choi Jin-sil
En aquest nom coreà, el cognom és Choi.
Choi Jin-sil (en coreà 최진실) (24 de desembre de 1968 - 2 d'octubre de 2008) fou una actriu i model sud-coreana. Era considerada una de les millors actrius del seu país, anomenada "L'actriu de la Nació". Durant només dues dècades protagonitzà 17 pel·lícules, 20 sèries de televisió i 140 anuncis.